# Martin Kluger (romancier)
Ne doit pas être confondu avec Martin Kluger (auteur).
Pour les articles homonymes, voir Martin Kluger.
Martin Kluger, né à Berlin (Allemagne) le 9 janvier 1948 et mort dans cette ville le 28 avril 2021, est un écrivain et scénariste allemand.

## Biographie
Martin Kluger est le fils d'un juif polonais qui a émigré à Londres et revenu à Berlin à la fin de la guerre. Il étudie l'anglais et la linguistique à Oberlin (Ohio), Tübingen et Berlin, et est maître de conférences à l'Université technique de Berlin et travaille comme rédacteur et traducteur littéraire, traduisant entre autres en allemand des œuvres de Malcolm Lowry, Iris Murdoch, John Fowles et Donald Barthelme. Ses scénarios les plus connus sont ceux de Felidae (avec Akif Pirinçci, l'auteur du roman) et Rama dama (avec Joseph Vilsmaier, le réalisateur du film). Kluger écrit également plusieurs de pièces radiophoniques.
En tant que romancier, Kluger reçoit une grande attention avec son ouvrage Abwesende Tiere, qui comptait plus de mille pages, mais surtout avec le roman historique Die Gehilfin qui fait le lien entre l'histoire sociale de Berlin et l'histoire de la science médicale à l'Hôpital de la Charité de Berlin. Le roman, qui, en plus des personnages fictifs, met également en scène les médecins et chercheurs Rudolf Virchow, Robert Koch, Paul Ehrlich et Emil von Behring, est très bien accueilli par la critique et figure sur la "longlist" pour le Prix du livre allemand en 2006, tout comme, deux ans plus tard, son roman Der Vogel, der spazieren ging, pour lequel il reçoit le prix de littérature de la ville de Brême en 2009. En 2008, Kluger reçoit le prix Candide conjointement avec Mathias Énard.
Martin Kluger meurt subitement en avril 2021, à l'âge de 73 ans, à Berlin.
Kluger habitait à Berlin, a longtemps vécu à Paris et séjournait régulièrement à Montevideo.

## Œuvre

### Romans
- Die Verscheuchte, roman, Ullstein, Berlin, 1998  (ISBN 3-550-08258-4)
- Abwesende Tiere, roman, DuMont, Köln, 2002  (ISBN 3-8321-7821-X)
- Die Gehilfin, roman, DuMont, Köln, 2006  (ISBN 3-8321-7845-7)
- Der Koch, der nicht ganz richtig war, histoires, DuMont, Köln, 2006  (ISBN 3-8321-7853-8)
- Der Vogel, der spazieren ging, roman, DuMont, Köln, 2008  (ISBN 978-3-8321-7998-4)

### Filmographie partielle

#### Scénarios (sélection)
Au cinéma
- 1991 : Rama Dama
- 1994 : Felidae

À la télévision
- 1998 : Natalie III – Babystrich online
- 2001 : Die zwei Leben meines Vaters
- 2003 : Mein Weg zu Dir   (avec Maureen Herzfeld)
- 2008 : Die Versöhnung   (avec Maureen Herzfeld)
- 2008 : Die Weisheit der Wolken
- 2008 : Wenn wir uns begegnen
- 2010 : Das Haus ihres Vaters
- 2011 : Alle Zeit der Welt   (avec Maureen Herzfeld)
- 2011 : Und dennoch lieben wir
- 2012 : Gestern waren wir Fremde
- 2013 : La Femme interdite (Die verbotene Frau)

## Récompenses et distinctions
- (en) Martin Kluger: Awards, sur l'Internet Movie Database